# Palæobotanik
| Portal | Portal:Botanik |

Palæobotanik er den gren af af palæontologien, der handler om indsamling og identifikation af rester af fortidens planter ( herunder fossile planter) og brugen af dem til at rekonstruere fortidens planteliv og planternes evolution.
Ordet kommer af græsk "paleon" = gammel og "botanik" = studium af planter.
Et nært beslægtet område er palynologi, der bl.a. omfatter studiet af pollen og sporer fra uddøde arter.
Palæobotanik spiller en vigtig rolle for bestemmelse af fortidens klima (palæoøkologi) og for arkæologi, fordi det kan hjælpe med at datere fund.

## Klassificeringer

### Psilophyta
- - Cooksonia
  - Rhynia
  - Psilotum

### Ulvefodsplanter
- - Baragwanathia (?Silur-Devon)
- Protolepidodendrales (Devon-Kultiden)
  - Leclercqia
- Lepidodendrales (Devon-Perm)
  - Lepidodendron
  - Lepidophloïos
  - Bothrodendron
  - Sigillaria
- Lycopodiales (Kultiden-nutiden)
- Selaginellales (Kultiden-nutiden)
- Pleuromeiales (Trias-Kridttiden)
  - Pleuromeia
- Isoetales (Kridttiden-nutiden)

### Arthrophyta=Sphenophyta
- Sphénophyllales (Devon-Trias)
  - Sphenophyllum
- Padderokplanter (Devon-nutiden)
  - Calamites
  - Annularia
  - Asterophyllites
  - Calamostachys

### Bregner
- Cladoxylales (Devon-Kultiden)
  - Wattieza/Eospermatopteris
- Rhacophytales (Devon)
  - Rhacophyton
- Coenopteridales (Devon-Perm)
  - Stauropteris
- Filicales (Kultiden-nutiden)
  - Pecopteris
  - Psaronius

### Progymnosperma
- Aneurophytales (Devon)
  - Aneurophyton
  - Rellimia
  - Tetraxylopteris
- Archaeopteridales (Devon-Kultiden)
  - Archaeopteris

### Spermatophyta(frøplanter)
Pteridospermatophyta ("frøbregner")
- Glossopteridales
  - Glossopteris

- - Lonchopteris
  - Neuropteris
  - Paripteris...

Cykas-rækken (Kultiden-nutiden)
Tempeltræ-rækken (?Perm-nutiden)
Gnetophyta (?Kridttiden-nutiden)
Nåletræ-rækken (Kultiden-nutiden)
- Cordaites
- Voltziales

Dækfrøede planter
Se også Kategori:Uddøde planter.